# Soul Position
Soul Position – amerykański duet hip-hopowy, pochodzący z Columbus w stanie Ohio w USA składający się z producenta i DJ-a o pseudonimie RJD2 i rapera Blueprinta. Duet powstał w 2001 roku. Wydał dwa albumy studyjne, jeden minialbum, pięć singli oraz jeden mixtape.
Grupa zadebiutowała w 2002 roku minialbumem Unlimited EP, który został bardzo dobrze przyjęty przez krytyków. Rok później ukazał się pierwszy długogrający album zatytułowany 8 Million Stories, który zadebiutował na 91. miejscu notowania Top R&B/Hip-Hop Albums. Album był promowany singlem „Printmatic”. W tym samym roku grupa wydała single „Jerry Springer Episode” oraz „2045”, który jednak nie znalazł się na albumie. W 2004 roku nakładem wytwórni Fat Beats ukazał się singel „Inhale”.
W 2006 roku duet zapowiedział nowy album, który poprzedzało wydanie mixtape’u Mixtapes Go Better With RJ & AL oraz singla „Hand-Me-Downs”. Drugi album Soul Position Things Go Better with RJ and AL zadebiutował na 45. miejscu notowania Top Independent Albums. W tym samym roku zespół ogłosił zakończenie działalności.

## Dyskografia

### Albumy
Albumy studyjne
| Rok  | Dane dot. albumu                                                                                         | Najwyższe pozycje na listach | Najwyższe pozycje na listach |
| Rok  | Dane dot. albumu                                                                                         | USA R&B                      | USA Ind.                     |
| ---- | --- | ---------------------------- | ---------------------------- |
| 2003 | 8 Million Stories - Data wydania: 7 października 2003 - Wytwórnia: Rhymesayers Entertainment / Fat Beats | 91                           | –                            |
| 2006 | Things Go Better with RJ and AL - Data wydania: 14 marca 2006 - Wytwórnia: Rhymesayers Entertainment     | –                            | 45                           |

Minialbumy
| Rok  | Dane dot. albumu                                                                     |
| ---- | ------------------------------------------------------------------------------------ |
| 2002 | Unlimited EP - Data wydania: 27 sierpnia 2002 - Wytwórnia: Rhymesayers Entertainment |

Mixtape’y
| Rok  | Dane dot. albumu                                                                            | Uwagi                                                          |
| ---- | ------------------------------------------------------------------------------------------- | -------------------------------------------------------------- |
| 2006 | Mixtapes Go Better With RJ & AL - Data wydania: 2006 - Wytwórnia: Rhymesayers Entertainment | - Mixtape wydany na płycie CD wyłącznie w celach promocyjnych. |

### Single
| Rok  | Tytuł                    | Album                           |
| ---- | ------------------------ | ------------------------------- |
| 2003 | „Printmatic”             | 8 Million Stories               |
| 2003 | „Jerry Springer Episode” | 8 Million Stories               |
| 2003 | „2045”                   | –                               |
| 2004 | „Inhale”                 | 8 Million Stories               |
| 2006 | „Hand-Me-Downs”          | Things Go Better with RJ and AL |